# Leśna
Leśna (německy Marklissa, hornolužickosrbsky Lěsna) je město na jihozápadě Polska v Dolnoslezském vojvodství (v okrese Lubáň). Ve vzdálenosti asi 3 kilometru od centra města se nachází hranice s Českou republikou. Město je sídlem stejnojmenné gminy. Protéká jím řeka Kwisa. V roce 2006 žilo ve městě 4752 obyvatel.

## Historie
Místní hrad Leśna (německy Burg Lesne i Zangenburg) vybudovaný na hranici s polským Slezským vojvodstvím ve vzdálenosti přibližně 1,5 kilometru jihovýchodně od města je prvně zmiňován v roce 1247. Tou dobou majitel zdejšího území český král Václav I. přenechal Horní Lužici míšeňskému biskupovi Konrádu I. Wallhausenu. Strategický význam pevnosti poklesl s vybudováním hradu Czocha, k čemuž došlo počátkem 14. století.
První písemná zmínka o obci se objevila roku 1329, v době Slezského knížectví knížete Jindřicha I. Javorského. Po jeho úmrtí roku 1346 přešlo území pod správu Českého království. Roku 1434 obec zdevastovalo husitské vojsko. Postihly jej také povodně a požár. Následně probíhala přestavba města a jeho rozšiřování především po silnici směrem na český Frýdlant. Město, které je centrum výroby tkaniny, obdrželo roku 1515 trhové právo. Pojmenování Marklissa se objevilo roku 1574. Roku 1635 Pražský mír snížil obchodní styky mezi Saskem a Horní Lužicí.
O hospodářský rozvoj města se zasloužili pobělohorští exulanti z řad českých protestantů, kteří prchali před rekatolizací z Habsburských Čech. V důsledku hrubého zacházení jezuitů s evangelíky uprchly do Marklissy v roce 1652 desítky rodin z Frýdlantska; s obyvateli Srbské bylo v tomto roce nakládáno hůř než s dobytkem. V Marklisse působil a zemřel farář Hennig Arndt († 26. 2. 1645), jenž byl z Chrastavy vykázán v roce 1624 – hovořil českým jazykem.
Na základě Vídeňského kongresu, který se konal po napoleonských válkách roku 1815, došlo k začlenění jihovýchodních částí Horní Lužice k Prusku, v němž se stalo součástí Slezské provincie. Roku 1871 se město spolu s celým Pruskem stalo součástí Německé říše. Protože se město nacházelo východně od linie Odra–Nisa, připadlo na rozhodnutím postupimské konference konané po druhé světové válce v roce 1945 k Polsku. Původní německé obyvatelstvo odtud bylo odsunuto a nahrazeno polským obyvatelstvem, které se sem přistěhovalo převážně z oblasti tzv. Kresů (tj. východní části předválečného Polska, tvořícího dnes území Ukrajiny, Běloruska a Litvy).

## Partnerská města
Leśna má partnerskou smlouvu s těmito sídly:
- Heemstede, Nizozemsko, od roku 1996
- Jindřichovice pod Smrkem, Česko, od roku 1999
- Dolní Řasnice, Česko, od roku 1999
- Nové Město pod Smrkem, Česko, od roku 1999
- Leutersdorf, Německo, od roku 2000
- Wyrzysk, Polsko, od roku 2003
- Schönau-Berzdorf auf dem Eigen, Německo, od roku 2013